# 3589 Loyola
3589 Loyola (1984 AB1) là một tiểu hành tinh vành đai chính được phát hiện ngày 8 tháng 1 năm 1984 bởi J. Wagner ở Flagstaff (AM).